# Live Plus One
Live Plus One è uno split live tra i Descendents e gli ALL, edito nel 2001 dalla Epitaph Records

## Tracce

### Disco 1 (ALL)
1. Fairweather Friend – 1:47
2. Skin Deep – 1:57
3. Can't Say – 1:58
4. She Broke My Dick – 0:52
5. Until I Say So – 2:54
6. Crucifixion – 2:19
7. Breakin' Up – 2:38
8. Better Than That – 2:20
9. Bubblegum – 2:35
10. Honey Peeps – 1:54
11. She's My Ex – 3:06
12. World's on Heroin – 2:12
13. Birds – 2:40
14. I Want Out – :54
15. Educated Idiot – 2:53
16. Birthday Iou – 2:38
17. Carnage – 2:27
18. Cause – 2:24
19. Self Righteous – 3:41
20. Teresa – 1:44
21. Hate to Love – 1:51
22. Carry You – 2:27

### Disco 2 (Descendents)
1. My Dad Sucks – :36
2. I'm the One – 2:14
3. Hope – 1:55
4. Thank You – 2:16
5. M-16 – 0:45
6. Mr. Bass – 2:12
7. Weinerschnitzel – 0:15
8. Original Me – 2:45
9. I Like Food – :17
10. Silly Girl – 2:20
11. Coffee Mug – 0:41
12. Get the Time – 3:17
13. Myage – 2:00
14. Cheer – 2:57
15. We – 2:35
16. Everything Sux – 1:41
17. This Place – 1:17
18. Van – 3:13
19. Bikeage – 2:07
20. ALL-O-Gistics – 3:38
21. Catalina – 2:02

## Formazioni

### Descendents
- Milo Aukerman - voce
- Stephen Egerton - chitarra
- Karl Alvarez - basso
- Bill Stevenson - batteria

### ALL
- Stephen Egerton - chitarra
- Karl Alvarez - basso
- Bill Stevenson - batteria
- Chad Price - voce